# آرثر فون كيرلاخ
آرثر فون كيرلاخ (بالألمانية: Arthur von Gerlach)‏ (و. 1876 – 1925 م) هو مخرج أفلام ألماني، ولد في برلين، توفي في برلين، عن عمر يناهز 49 عاماً.

## وصلات خارجية
- آرثر فون كيرلاخ على موقع IMDb (الإنجليزية)
- آرثر فون كيرلاخ على موقع ألو سيني (الفرنسية)
- آرثر فون كيرلاخ على موقع قاعدة بيانات الأفلام السويدية (السويدية)
- آرثر فون كيرلاخ على موقع قاعدة بيانات الفيلم (الإنجليزية)
- آرثر فون كيرلاخ على موقع كينوبويسك (الروسية)

- آرثر فون كيرلاخ في قاعدة بيانات الأفلام على الإنترنت